# حسن اکلیلی
حسن اکلیلی (زادهٔ ۱۳۳۲، اصفهان) کمدین و بازیگر سینما و تلویزیون و تئاتر ایرانی است که آثار متعددی را بازی و کارگردانی نموده است. از مهمترین آثار او می‌توان به سریال آقای گرفتار و پشت کوه‌های بلند اشاره کرد.

## زندگی
حسن اکلیلی از شاگردان رضا ارحام صدر و از دوستان وی به شمار می‌آید و تحصیلات خود را مانند استادش در اصفهان و در دبیرستان ادب ادامه داد و بعدها در تهران به اتمام رساند. 
وی بازیگری نقاد و طنز پرداز است که از محبوبیت خاصی بین مردم اصفهان برخوردار می‌باشد.

## آثار

### تئاتر سیما اصفهان
در تمام نمایش‌ها به عنوان نویسنده، کارگردان و بازیگر:
- رمال باشی؛ تئاترشهر، جشنواره سنتی، اصفهان؛ ۱۳۶۷
- مرده خور؛ تالار وحدت؛ ۱۳۶۷
- هفت سین؛ تئاترشهر، نطنز، اصفهان؛ ۱۳۶۷ و ۱۳۶۹
- خفت محبت؛ تئاترشهر، اصفهان، سالن باغ نور و حافظه؛ ۱۳۶۹
- مستکبر سخره؛ سالن بهزیستی اصفهان؛ ۱۳۷۰
- عزیز فرنگی؛ تئاتر حافظه، اصفهان، تئاترشهر، شاهین‌شهر؛ ۱۳۷۲
- حمال باشی؛ تئاتر حافظه، اصفهان؛ ۱۳۷۳
- آخرش کوچه؛ تئاتر حافظه، اصفهان؛ ۱۳۷۴ و ۱۳۷۵
- مرد رند؛ تئاتر حافظه، اصفهان؛ ۱۳۷۶
- ولوله؛ تئاتر حافظه، اصفهان، سالن بهزیستی؛ ۱۳۷۶ و ۱۳۷۵
- قهرمان عوضی؛ تئاتر حافظه، اصفهان؛ ۱۳۷۶ و ۱۳۷۷
- نیرنگ باز؛ تئاتر حافظه، اصفهان؛ ۱۳۷۸
- رنگارنگ؛ تئاتر حافظه، اصفهان؛ ۱۳۷۸ نویسنده سعید محقق
- شیر تو شیر؛ تئاتر حافظه، اصفهان؛ ۱۳۷۸ نویسنده سعید محقق
- تسویه حساب؛ تئاتر حافظه، اصفهان؛ ۱۳۷۹
- کشمکش؛ تئاتر حافظه، اصفهان؛ ۱۳۷۷
- از خود راضی؛ تئاتر حافظه، اصفهان؛ ۱۳۸۰
- گاگولی؛ تئاتر حافظه، اصفهان؛ ۱۳۸۱

### تلویزیون
| سال  | نام                   | سمت    | کارگردان        | توضیحات                          |
| ---- | --------------------- | ------ | --------------- | -------------------------------- |
| ۱۳۹۴ | خاتون                 | بازیگر | مرتضی آتش زمزم  | شبکه ۵                           |
| ۱۳۹۱ | پشت کوه‌های بلند       | بازیگر | امرالله احمدجو  | شبکه ۳                           |
| ۱۳۹۰ | پیک راستان            | بازیگر | اکبر خواجویی    | شبکه ۳                           |
| ۱۳۸۷ | دل خوش سیری چند       | بازیگر | مجید جوانمرد    | شبکه ۵                           |
| ۱۳۸۵ | خانه شش در            | بازیگر | مجید جوانمرد    | شبکه ۲                           |
| ۱۳۸۴ | آقای گرفتار (سری دوم) | بازیگر | اکبر منصور فلاح | شبکه ۵                           |
| ۱۳۸۳ | یکی بود یکی نبود      | بازیگر | محمد روضاتی     |                                  |
| ۱۳۷۹ | تفنگ سرپر             | بازیگر | امرالله احمدجو  | شبکه ۱                           |
| ۱۳۷۹ | قصهٔ شب یلدا           | بازیگر | فریال بهزاد     | به سفارش صدا و سیمای مرکز اصفهان |
| ۱۳۷۸ | آتش دل                | بازیگر | فریال بهزاد     |                                  |
| ۱۳۷۵ | غفلت                  | بازیگر | پرویز حسن‌پور    |                                  |
| ۱۳۷۲ | دخالتی                | بازیگر | پرویز حسن‌پور    |                                  |
| ۱۳۷۰ | آقای گرفتار (سری اول) | بازیگر | حسن اکلیلی      | شبکه ۱                           |
| ۱۳۶۸ | هشت‌بهشت               | بازیگر | اکبر خواجویی    | شبکه ۱                           |

- تله تئاتر تلفن

### سینما
- جنگجوی پیروز ۱۳۷۷
- شما فرشته‌اید ۱۳۶۸
- سلام سرزمین من ۱۳۶۷
- هوای تازه ۱۳۶۵